# Grinnell (Kansas)
Grinnell – miasto położone w Hrabstwo Gove. Liczba ludności w 2010 roku wynosiła 259.